# The Joke
«The Joke» es una canción de la cantante estadounidense Brandi Carlile. Se lanzó el 13 de noviembre de 2017, como el sencillo principal de By the Way, I Forgive You, el sexto álbum de Carlile. Alcanzó el número cuatro en Adult alternative songs y el número cuarenta y seis en Billboard Rock Songs.

## Antecedentes y lanzamiento
El sencillo principal del álbum «The Joke»  se estrenó el 13 de noviembre de 2017. Sobre la canción, Carlile dijo: «Hay tanta gente que se siente mal representada [hoy] ... tanta gente que no se siente amada. marginados y forzados a este tipo de formas incómodas de masculinidad a las que pertenecen o no pertenecen ... tantos hombres y niños son trans o discapacitados o tímidos. Niñas que se entusiasmaron tanto por las últimas elecciones y están lidiando con las consecuencias. La canción es solo para personas que se sienten sobrepresentadas, no amadas o ilegales».  El video musical oficial de la canción se lanzó el 16 de febrero de 2018. El expresidente de Estados Unidos, Barack Obama llamó la pista como una de sus favoritas de 2017.  

## Recepción crítica
The Joke fue ampliamente aclamado por los críticos de música, con grandes elogios por su melodía y el tema en sus letras. La revista American Songwriter calificó la intensidad de la canción como «alucinante» y la calificó como «una verdadera obra maestra». NPR elogió el sencillo como «Un aria de rock country dedicado a los delicados niños y niñas que nacen en, y, Carlile insiste, destinados a triunfar en este momento divisivo». Rolling Stone llamó a la canción una «balada antímica», y The AV Club la describió como «un faro de esperanza para aquellos desanimados por el clima político actual». Dijo Slant, «El coro de la canción explota con catarsis, grandes emociones que se ganan con la narración de Carlile pero que se lleva a casa por el arreglo cinematográfico».

## Posicionamiento en listas
| Listas (2018)                            | Mejor posición |
| ---------------------------------------- | -------------- |
| Estados Unidos (Bubbling Under Hot 100)  | 4              |
| Estados Unidos (Adult Alternative Songs) | 4              |
| Estados Unidos (Hot Rock Songs)          | 4              |
| Estados Unidos (Rock Airplay)            | 46             |

## Premios y nominaciones
| Año  | Premiación                      | Categoría                      | Resultado |
| ---- | ------------------------------- | ------------------------------ | --------- |
| 2018 | Americana Music Honors & Awards | Canción del año                | Nominada  |
| 2018 | UK Americana Awards             | Canción internacional del año  | Ganadora  |
| 2019 | Grammy Awards                   | Grabación del año              | Nominada  |
| 2019 | Grammy Awards                   | Canción del año                | Nominada  |
| 2019 | Grammy Awards                   | Mejor canción Americana        | Ganadora  |
| 2019 | Grammy Awards                   | Mejor presentación Americana   | Ganadora  |
| 2019 | CMT Music Awards                | Vídeo femenino del aó          | Nominada  |
| 2019 | UK Americana Awards             | International Song of the Year | Ganadora  |